# Jean-Louis Granet
Pour les articles homonymes, voir Granet.
Jean-Louis Granet est un karatéka français surtout connu pour avoir remporté la médaille d'argent en kumite individuel masculin moins de 60 kilos aux championnats du monde de karaté 1980 organisés à Madrid.

## Résultats
| Résultat           | Date | Épreuve                   | Catégorie | Compétition                | Ville hôte              |
| ------------------ | ---- | ------------------------- | --------- | -------------------------- | ----------------------- |
| Médaille d'argent  | 1980 | Kumite individuel - 60 kg | Seniors   | Championnats du monde 1980 | Madrid, en Espagne      |
| Médaille de bronze | 1985 | Kumite individuel - 60 kg | Seniors   | Jeux mondiaux 1985         | Londres, au Royaume-Uni |